# Pozytywny
Pozytywny – utwór zespołu IRA pochodzący z szóstej płyty Ogrody. Piosenka została zamieszczona na dziewiątym miejscu na krążku, trwa 4 minuty i 36 sekund i należy do jednego z dłuższych utworów znajdujących się na płycie.
Tekst utworu opowiada o przezwyciężeniu strachu. Autorem tekstu, jak i kompozytorem utworu jest gitarzysta Piotr Łukaszewski.
Brzmienie utworu jest zachowane w rockowym klimacie, połączonym z dźwiękami instrumentu klawiszowego. Słychać je wyraźnie szczególnie na początku utworu, wraz z otwierającą utwór solówką gitarową. W utworze tym gościnnie na instrumentach klawiszowych wystąpił Sławomir Piwowar.
Utwór Pozytywny był sporadycznie grany podczas trasy promującej płytę. Podobnie jak i większość utworów z płyty nie odniósł żadnego sukcesu.
Od momentu reaktywacji zespołu pod koniec 2001 roku, utwór Pozytywny w ogóle nie jest grany na koncertach.

## Twórcy
IRA
- Artur Gadowski – śpiew, chór
- Wojtek Owczarek – perkusja
- Piotr Sujka – gitara basowa, chór
- Kuba Płucisz – gitara rytmiczna
- Piotr Łukaszewski – gitara prowadząca

'Muzycy sesyjni
- Sławomir Piwowar – instrumenty klawiszowe

Produkcja
- Nagrywany oraz miksowany: Studio S-4 w Warszawie 12 czerwca – 30 lipca 1995 roku
- Producent muzyczny: Leszek Kamiński
- Realizator nagrań: Leszek Kamiński
- Kierownik Produkcji: Elżbieta Pobiedzińska
- Mastering: Classicord – Julita Emanuiłow oraz Leszek Kamiński
- Aranżacja: Piotr Łukaszewski
- Tekst utworu: Piotr Łukaszewski
- Projekt graficzny okładki: Katarzyna Mrożewska
- Opracowanie i montaż zdjęć: Piotr Szczerski ze studia Machina
- Zdjęcia wykonała: Beata Wielgosz
- Sponsor zespołu: Mustang Poland